# Peter Schlack (Politiker)

Peter Schlack

Peter Schlack (* 3. März 1875 in Kreuzau; † 4. Februar 1957 in Köln) war eine führende Persönlichkeit in der Konsumgenossenschaftsbewegung der „Kölner Richtung“ und deutscher Politiker (Zentrum, CDU).

## Leben, Beruf
Peter Schlack entstammt einer Kleinhändlerfamilie. Nach dem Besuch der Volksschule in Kreuzau erlernte Schlack das Schreinerhandwerk. Er absolvierte Kurse beim Volksverein für das katholische Deutschland und besuchte die Handelshochschule in Köln. Er trat in Mülheim am Rhein dem Hirsch-Dunckerschen Gewerkverein der Metallarbeiter bei und wechselte dann zu dem Christlichen Metallarbeiterverband über, dessen Bezirksvorsitzender er wurde. 1903 bis 1906 war er drei Jahre Sekretär des Bezirksverbandes der Katholischen Arbeitervereine in Köln.

## Konsumgenossenschaftsbewegung
Von 1902 bis 1903 und dann wieder von 1906 bis 1912 war er Geschäftsführer der Konsumgenossenschaft „Eintracht“ in Mülheim am Rhein.
Als Gegner der Gewerkschaftskonsumvereine förderte er mit Energie die Entwicklung der christlichen Konsumgenossenschaftsbewegung unter dem Aspekt der absoluten politischen Neutralität, wobei ihm die Anerkennung der christlichen Motive wichtig waren.
Am 27. Dezember 1909 wurde durch 48 Konsumvereine der Verband westdeutscher Konsumvereine e. V. (später Reichsverband deutscher Konsumvereine e. V.) gegründet. Peter Schlack wurde Vorsitzender des Verbandes, dessen Mitgliederzahl bis zum 1. Januar 1912 auf 101 Konsumvereine stieg. Am 10. März 1912 wurde die Gründung der Groß-Einkaufszentrale deutscher Konsumvereine (GEZ) beschlossen. Zum Geschäftsführer wurde Peter Schlack gewählt. 1923 wurde die GEZ in eine Aktiengesellschaft umgewandelt, die „Gepag“, Großeinkaufs- und Produktions-Aktiengesellschaft deutscher Konsumvereine, deren Generaldirektor er bis zur Gleichschaltung 1933 war. Am 19. Mai 1933 wurde Peter Schlack entlassen.
Schlack war Schriftleiter der Verbandszeitschriften Konsumgenossenschaftliche Praxis und Der Konsumverein.

## Politische Verfolgung im Nationalsozialismus
Am 22. August 1944 wurde er nach dem Attentat vom 20. Juli 1944 im Rahmen der Aktion Gitter verhaftet, einen Tag später in das Kölner Gestapo-Gefängnis EL-DE-Haus eingeliefert und von dort als Schutzhäftling zusammen mit Freunden wie Konrad Adenauer, Thomas Eßer, Josef Baumhoff, Otto Gerig, Joseph Roth, Peter Paffenholz, Peter Knab und Hubert Peffeköver in das Arbeitserziehungslager in den Messehallen in Köln-Deutz überführt. Am 16. September 1944 wurden er, Pater Alef, Baumhoff, Gerig, Knab, Peffeköver und Roth mit weiteren ehemaligen Politikern ins KZ Buchenwald bei Weimar deportiert und in den Zellenblock 45 untergebracht. Seine KZ-Nummer in Buchenwald lautete 81593. Am 28. Oktober 1944 wurde er wieder entlassen.
Als sich nach dem Zweiten Weltkrieg die sozialistischen und die christlichen Konsumvereine auf der Grundlage einer Einheitsbewegung im Zentralverband deutscher Konsumgenossenschaften vereinigten, wurde Schlack im März 1947 Aufsichtsratsvorsitzender der Großeinkaufs-Gesellschaft Deutscher Konsumgenossenschaften (GEG).

## Partei
Schlack trat bereits im Kaiserreich dem Zentrum bei. Am 17. Juni 1945 nahm er an der Konferenz von führenden Zentrumspolitikern der Weimarer Republik teil, die sich gegen eine Wiedergründung der rein katholischen Partei aussprachen und eine konfessionsübergreifende christlich-demokratische Partei, die heutige CDU ins Leben rufen wollten. Er gehörte dann auch zu der Kommission unter Leo Schwering, die am 23. Juni in Walberberg die Beratungen über ein erstes Parteiprogramm aufnahmen, das am 1. Juli 1945 als „Vorläufiger Entwurf zu einem Programm der Christlichen Demokraten Deutschlands“ veröffentlicht wurde und später als Kölner Leitsätze bekannt wurde.

## Abgeordneter
Schlack gehörte 1919/20 der Weimarer Nationalversammlung an. Anschließend war er bis 1933 Reichstagsabgeordneter. Von 1947 bis 1949 war er Mitglied des Wirtschaftsrates der Bizone.

## Ehrungen
- 1952: Großes Verdienstkreuz der Bundesrepublik Deutschland
- In Kreuzau ist die Peter-Schlack-Straße nach ihm benannt. Ebenso gibt es in Köln (Longerich) eine nach ihm benannte Schlackstraße.
- Ein Fischdampfer der Gemeinwirtschaftlichen Hochseefischerei GmbH, Bremerhaven, (GHG), trug den Namen Peter Schlack. Gebaut wurde er 1949 auf der Werft Howaldtswerke, Hamburg. Seine Daten: 396 BRT, 3260 Korb, Länge 43,82 m, Breite 8,04 m. (Registriert unter dem Kennnamen HH 289)[4][5][6]